# Gaochun
Gaochun (高淳区; Pinyin: Gāochún Qū) ist ein Stadtbezirk der Stadt Nanjing in der chinesischen Provinz Jiangsu. Seine Fläche beträgt 792 km² und er zählt 417.129 Einwohner (Stand: Zensus 2010). Sein Hauptort ist die Großgemeinde Chunxi (淳溪镇).